# Delta and the Bannermen
Delta and the Bannermen (Delta y los Bannermen) es el tercer serial de la 24ª temporada de la serie británica de ciencia ficción Doctor Who, emitido originalmente en tres episodios semanales del 2 al 16 de noviembre de 1987.

## Argumento
En un planeta alienígena, los despiadados Bannermen liderados por Gavrok casi han completado el genocidio de los Chimeron. La última superviviente, la Reina Chimeron Delta, escapa por los pelos llevando en brazos su huevo, el futuro de su especie. Logra llegar a un puerto de peaje espacial donde los Navarinos, una raza de turistas alienígenas que cambian de forma, planean visitar el planeta Tierra en 1959 en una nave espacial disfrazada de viejo autobús de vacaciones. Se mete como polizona, conociendo a Mel Bush, mientras el Séptimo Doctor les sigue en la TARDIS. El Doctor y Mel ganaron el viaje como premio por llegar al puerto de peaje Navarino en el momento justo de ser declarados los clientes número diez mil millones. Nada más despegar el vehículo de turismo, aparecen los Bannermen que están a la caza de la fugitiva, y matan al amo del puerto de peaje...

### Continuidad
En esta historia por primera vez aparece el paraguas con mango en forma de interrogación del Séptimo Doctor.

## Producción
| Episodio          | Fecha de emisión        | Duración | Espectadores en millones | Estado en el archivo  |
| ----------------- | ----------------------- | -------- | ------------------------ | --------------------- |
| Episodio 1        | 2 de noviembre de 1987  | 24:47    | 5,3                      | Cinta original en PAL |
| Episodio 2        | 9 de noviembre de 1987  | 24:23    | 5,1                      | Cinta original en PAL |
| Episodio 3        | 16 de noviembre de 1987 | 24:22    | 5,1                      | Cinta original en PAL |
| [ 1 ] [ 2 ] [ 3 ] |                         |          |                          |                       |

Esta es la primera historia de tres episodios desde Planet of Giants (1964), sin contar los tres episodios de 45 minutos de The Two Doctors dos años atrás, y es el primer serial que se concibió directamente en tres episodios (Planet of Giants iba a durar cuatro capítulos originalmente). Entre los títulos provisionales de la historia se incluyen The Flight of the Chimeron (El vuelo del Chimeron). El título definitivo es una referencia a la banda británica Echo & the Bunnymen.
El personaje de Ray se creó originalmente como nueva acompañante del Doctor, ya que Bonnie Langford había anunciado que abandonaría la serie al final de la temporada, y este serial iba a cerrarla originalmente. Sin embargo, cuando se acercaba la producción, Langford aún no había decidido si marcharse en la temporada 24 o durante la temporada 25, y eso, junto con el cambio de horario de Delta and the Bannermen y la decisión del editor de guiones Andrew Cartmel de crear otra acompañante llamada Alf, después renombrada a Ace, hicieron que se abandonara la idea de Ray como nueva acompañante.
Las escenas en el campamento de Shangri-La se rodaron en el Butlins Holiday Camp en Barry Island, en Gales. El campamento ya no existe, pero la isla se volvería a utilizar, esta vez para hacer las veces de un sitio bombardeado en el Londres de 1941 en los episodios de 2005 El niño vacío y El Doctor baila. Las escenas dentro de la TARDIS se grabaron cuando se estaba produciendo la siguiente historia, Dragonfire.
La banda sonora de este serial contiene un número poco habitual de canciones reconocibles, aunque por los costes de la licencia todas se regrabaron por "The Lovells", un grupo de ficción creado por el compositor Keff McCulloch. Las canciones que aparecen en el serial son: Rock Around the Clock, Singing the Blues, Why Do Fools Fall in Love, Mr. Sandman, Goodnite, Sweetheart, Goodnite, That'll Be the Day, Only You, Lollipop, Who's Sorry Now? y Happy Days Are Here Again.